# Brunfläckad lövmätare
Brunfläckad lövmätare, Idaea trigeminata är en fjärilsart som beskrevs av Adrian Hardy Haworth 1809.  Brunfläckad lövmätare ingår i släktet Idaea och familjen mätare, Geometridae. Enligt den svenska rödlistan är arten nära hotad i Sverige. Arten förekommer sällsynt på norra Öland. Artens larvutveckling sker på björk och murgröna. Inga underarter finns listade i Catalogue of Life.

## Bildgalleri

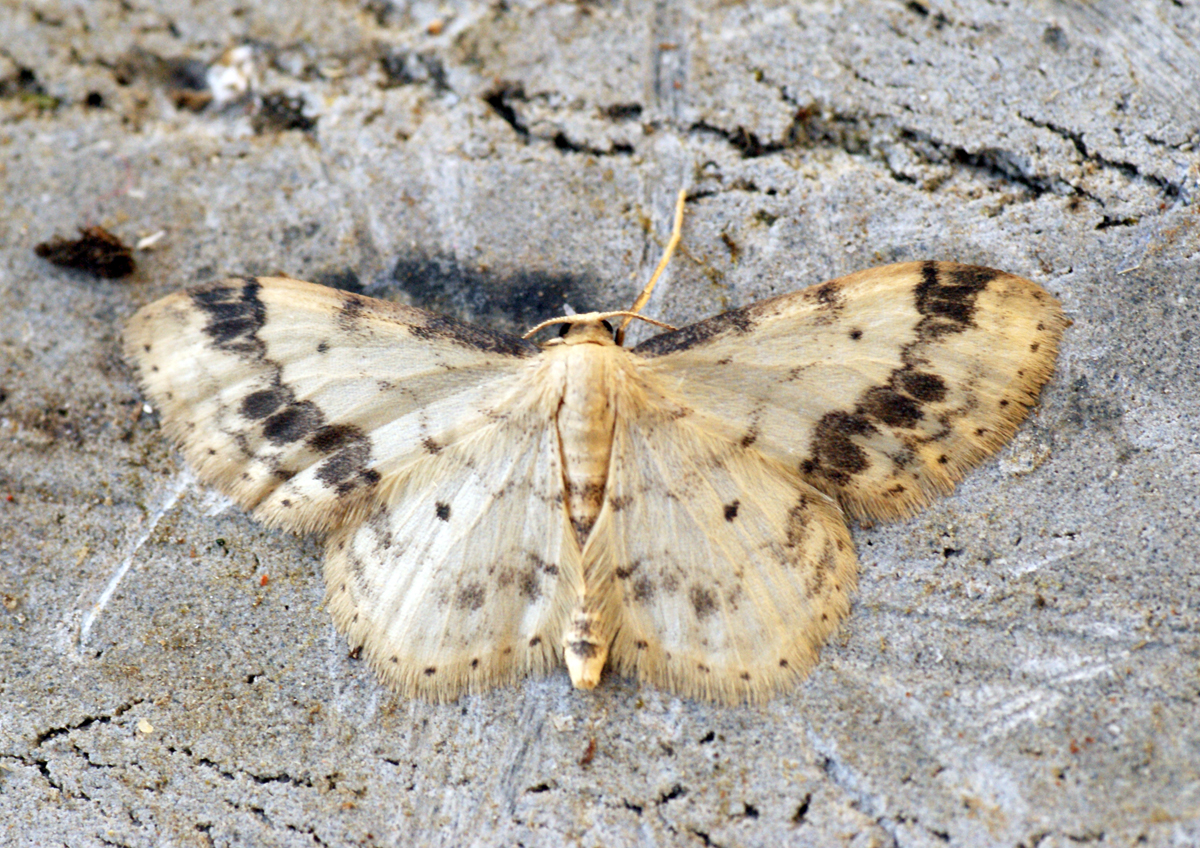
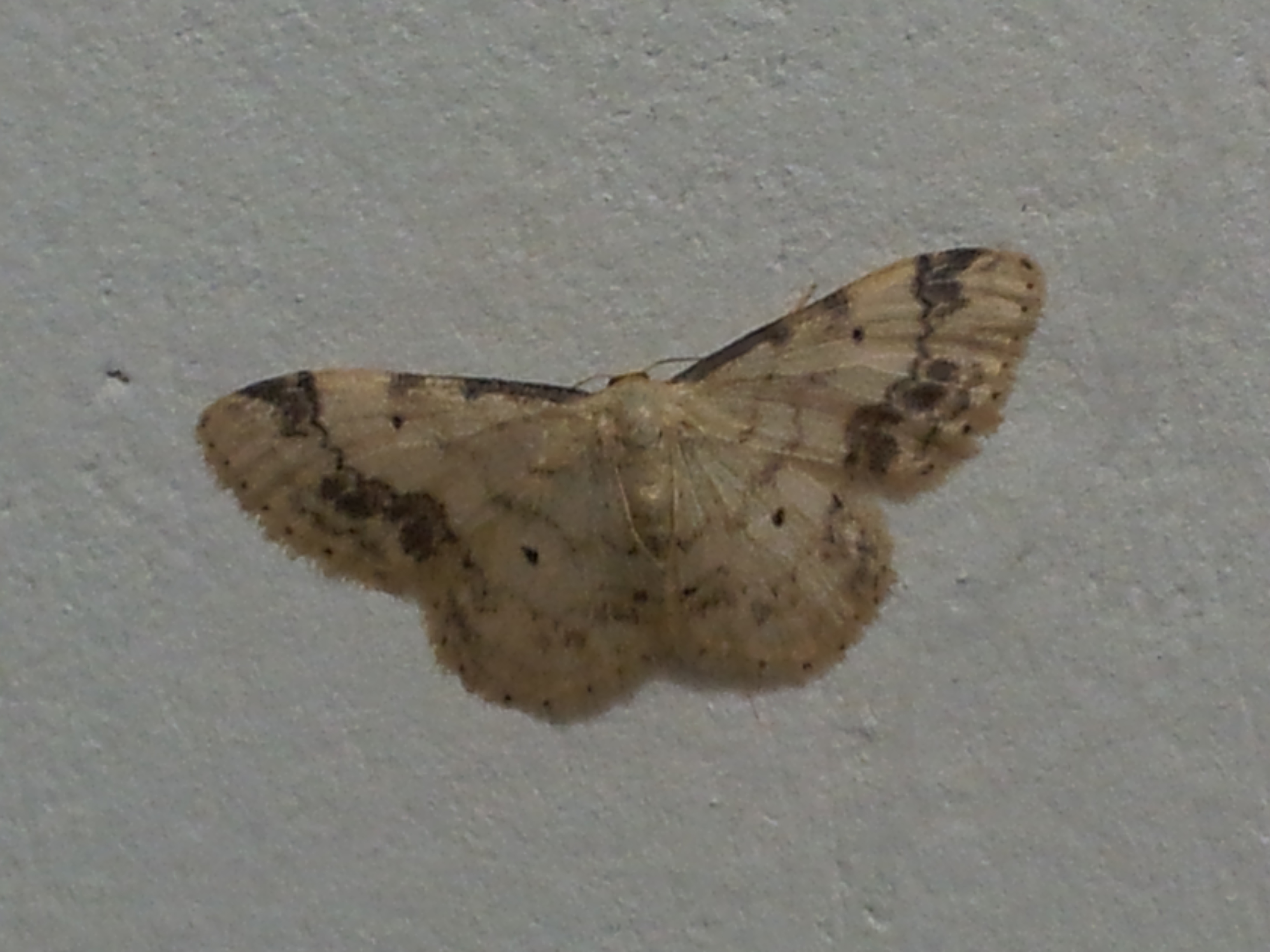
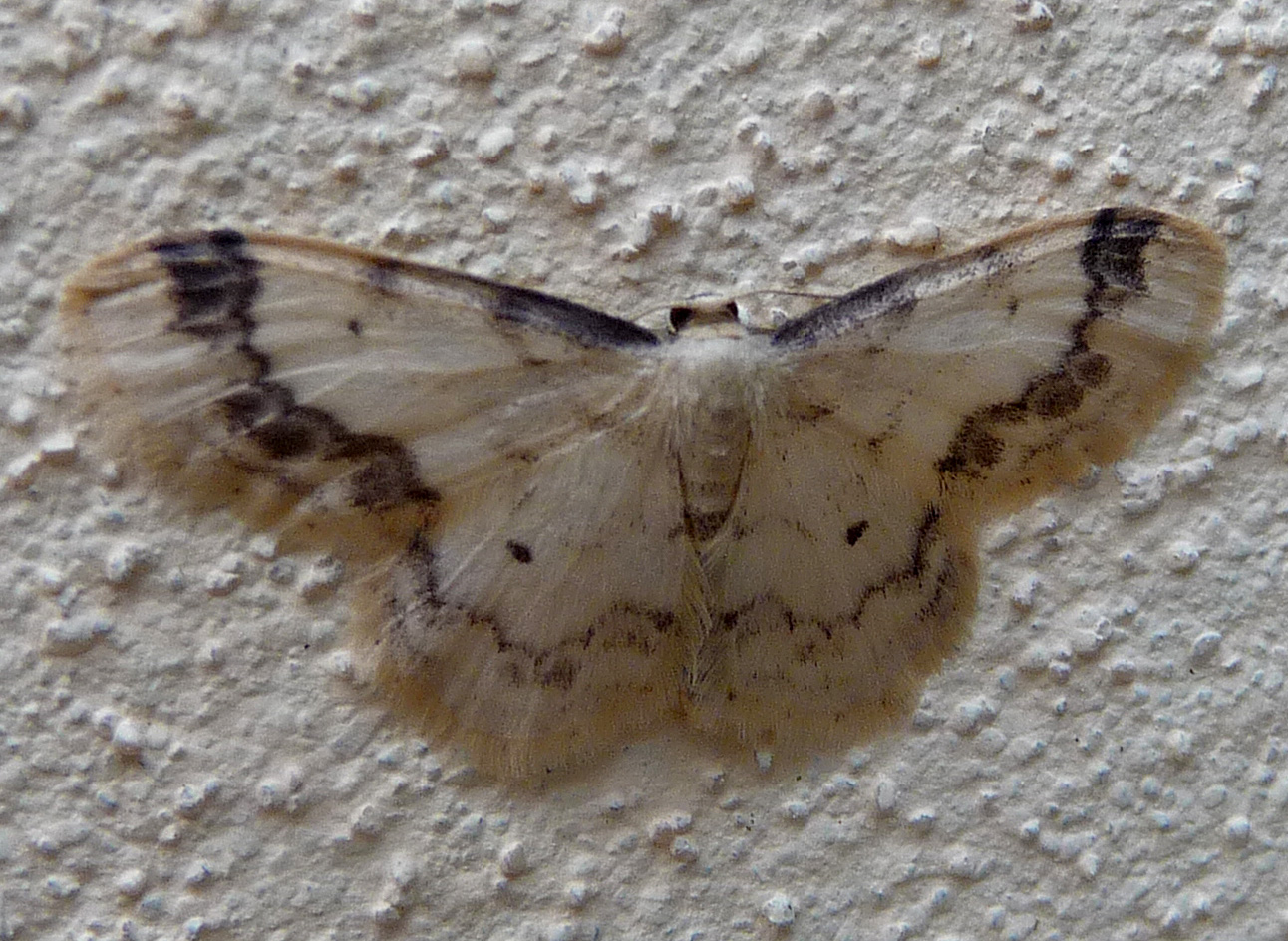